# Jamajka na ZOI 2010.
Jamajka je nastupala na XXI. Zimskim olimpijskim igrama 2010. u Vancouveru u Kanadi. Ovo im je šesti put da se natječu na ZOI. Predstavljao ih je Errol Kerr.

## Slobodno skijanje
- Errol Kerr